# Empresa ambiental
Uma empresa ambiental é aquela especializada em serviços de consultoria e assessoria ambiental, proporcionando ao cliente o atendimento aos requisitos exigidos pelas legislações ambientais, além de desenvolver ferramentas para o crescimento do seu negócio de maneira sustentável . São empresas especializadas em tornar outras empresas em empreendimentos verdes, através da busca por um crescimento sustentável e menos danoso para o meio ambiente .

## Princípio seguido
O principal princípio teórico seguido por tais empresas é de assegurar o uso adequado dos recursos naturais, a conservação e a recuperação dos ecossistemas, contribuindo para a sustentabilidade do desenvolvimento, mediante a formulação e gestão das políticas públicas de meio ambiente e de recursos hídricos .

## Instrumentos de trabalho
As empresas ambientais lidam principalmente com licenças ambientais (atos administrativos pelos quais o órgão ambiental estabelece as condições, restrições e medidas de controle e monitoramento ambientais que deverão ser cumpridas pelo empreendedor) . Diante de laudos específicos e de documentos que aprovam ou reprovam etapas de um empreendedorismo, por exemplo, as empresas podem se aperfeiçoar em alguns pontos, como:
- Gestão de resíduos sólidos;
- Reciclagem;
- Investimento em ações de responsabilidade social;
- Reuso da água;
- Adoção de processos de produção mais limpos;
- Consumo consciente de energia;
- Definição de metas para redução de emissão de carbono [5].